# SV Moltkeplatz Essen
Der SV Moltkeplatz Essen – oft auch SVM Essen genannt – ist ein Tischtennisverein aus Essen. Die Herrenmannschaft gehörte in den 1960er Jahren zu den stärksten deutschen Mannschaften und wurde viermal deutscher Vizemeister.

## Werdegang
Der Verein wurde 1923 am Essener Moltkeplatz gegründet. 1953 erfolgte die Neugründung der Tischtennissparte. Mit Hilfe mehrerer Spielerzugänge vom TTF Rellinghausen stieg die Herrenmannschaft 1962 in die Oberliga – damals die höchste deutsche Spielklasse – auf (Hans Neuhaus, Klaus Solka, Walter Dahlmann, Willy Schulte-Zweckel, Heinz Schuck).
In der Saison 1964/65 wurde sie erstmals deutscher Vizemeister, als sie das Endspiel gegen DJK TuSA 08 Düsseldorf zwar 8:8 remis gestaltete, aber durch das schlechtere Satzverhältnis von 20:21 verlor. Ein Jahr später stand das Team erneut im Endspiel und unterlag dem VfL Osnabrück mit 6:9. Als Meister der Oberliga West war Essen 1966 automatisch für die neu gegründete Tischtennis-Bundesliga qualifiziert. Hier belegten Wilfried Lieck, Klaus Solka, Walter Dahlmann, Hans Neuhaus, Klemens Tietmeyer, Helmut Hoiczyk, Herbert Seppi und Günter Angenendt in der ersten Spielzeit Platz zwei hinter DJK TuSA 08 Düsseldorf. Die vierte Vizemeisterschaft erfolgte 1968/69 hinter Borussia Düsseldorf. 1967/68 wurde das Team Deutscher Pokalsieger in der Besetzung Wilfried Lieck, Klaus Solka, Walter Dahlmann.
1970 stieg die Mannschaft aus der Bundesliga in die Oberliga ab. 1978/79 spielte sie nochmals in der 1. Bundesliga.
Eng verbunden mit den Erfolgen des Vereins war Hans Lorrek (* 1920; † 1990), der zu den Gründern 1953 zählte und bis Juni 1983 die Abteilung leitete.
Heute (März 2020) spielen die Herrenmannschaften in unteren Klassen. Am 1. Juli 2020 fusionierte der SV Moltkeplatz Essen mit dem Nachbarverein DJK Franz Sales Haus.

## Jugendförderung
Der Verein betrieb eine erfolgreiche Jugendförderung. Dreimal wurde die Jugendmannschaft Westdeutscher Mannschaftsmeister, nämlich 1967, 1976 und 1979.

## Bekannte Spieler
- Rainer Blüm (* 1962): 1979 Westdeutscher Jugendmeister Einzel und Doppel
- Walter Dahlmann: mehrfacher Westdeutscher Meister als Jugendlicher und bei den Herren
- Ulf Jungblut (* 1956): 1976 Westdeutscher Juniorenmeister Doppel
- Wilfried Lieck: 1962 bis 1969 im Verein aktiv
- Klaus Solka (* 1942): 1966 Westdeutscher Meister im Doppel, Teilnehmer der WM 1969
- Jörg Schirrmeister (* 1960): mehrfacher Westdeutscher Jugendmeister
- Kurt Stadie (* 1956; † 1991): Teilnehmer deutsche Meisterschaft 1976